# Геній Чарлза Дарвіна
«Геній Чарлза Дарвіна» (англ. The Genius of Charles Darwin) — документальний фільм із трьох частин про творчість Чарлза Дарвіна. Сценарій фільму написав еволюціоніст Річард Докінз.

## Фільм 1: Життя, Дарвін і все інше
В першій частині Річард Докінз пояснює основні механізми природного відбору і розповідає історію того, як Чарлз Дарвін відкрив свою теорію.
Докінз викладає теорію еволюції в науковому класі, але багато зі студентів неохоче її сприймають. Тому він рушає із ними до Юрського узбережжя у Дорсеті для пошуку викопних організмів, сподіваючись, що студенти побачать свідоцтва еволюції на власні очі.
Докінз також відвідує Найробі, місцевість де він народився. Тут він бере інтерв'ю у повії, яка імовірно має вроджений імунітет до СНІДу. Він обговорює це явище із мікробіологом Ларі Джелменом, який прогнозує, що вроджений імунітет стане з часом поширенішим у суспільстві.

## Фільм 2: П'ята мавпа
В другій частині Річард Докінз розглядає деякі з філософських і соціальних відгалужень теорії еволюції.
Докінз вирушає в Кенію, де спілкується з Річардом Лікі. Потім він відвідує найбільшу в Кенії церкву п'ятдесятників і бере інтерв'ю у єпископа Бонісефа Адойо. Адойо очолював рух, який виступав проти Національного музею Кенії через експозицію колекції кісток гомінід, що показує еволюцію людини від людиноподібних мавп. Колекція включає рештки Хлопчика із Туркани, які були відкриті К. Кімеу, членом команди Річарда Лікі, у 1984 році.
Докінз розглядає соціальний дарвінізм і євгеніку, пояснюючи чому вони не є версіями природного відбору, а є невірним трактуванням теорії Дарвіна.
Потім Докінз обговорює з еволюційним психологом Стівеном Пінкером питання про те, яким чином мораль сумісна із природним відбором. Далі він пояснює, що таке статевий відбір на прикладі павичів. Щоб з'ясувати, чи має статевий відбір відношення до альтруїзму і доброти серед людей, він спілкується із менеджером банку сперми. Докінз також пояснює, що таке родинний відбір і гено-центричний погляд на еволюцію.

## Фільм 3: Бог завдає удар у відповідь
В третій частині Річард Докінз пояснює чому теорія Дарвіна залишається однією із найдискусійніших ідей в історії.
Докінз розглядає опозиційні до еволюційної теорії погляди, які намагаються заперечувати її відтоді, як вона була сформульована. Він спілкується із рядом антиеволюціоністів. Докінз також описує особисту відмову Дарвіна від релігійності і віри. Фільм закінчується словами Докінза: